# Alison Wright
Alison Wright (Sunderland, 12 de julho de 1976) é uma atriz britânica. Ela é mais conhecida por interpretar Martha Hanson em The Americans, Marjorie em Sneaky Pete, Ruth Wardell em Snowpiercer.

## Filmografia

### Cinema
| Ano  | Título            | Papel         |
| ---- | ----------------- | ------------- |
| 2007 | The Nanny Diaries | Bridget       |
| 2015 | Good Ol' Boy      | Sra. Reynolds |
| 2016 | The Accountant    | Justine       |
| 2017 | Active Adults     | Terapeuta     |
| 2018 | Ask for Jane      | Ada           |
| 2025 | The Accountant 2  | Justine (voz) |
| 2025 | Grounded          | Kayla         |

### Televisão
| Ano       | Título                     | Papel                         | Notas                                    |
| --------- | -------------------------- | ----------------------------- | ---------------------------------------- |
| 2013–2017 | The Americans              | Martha Hanson                 | 37 episódios                             |
| 2013      | Blue Bloods                | Brijita Holden                | Episódio: "Lost and Found"               |
| 2015–2019 | Sneaky Pete                | Marjorie                      | 14 episódios                             |
| 2016      | Confirmation               | Ginni Thomas                  | Telefilme                                |
| 2017      | Feud: Bette and Joan       | Pauline Jameson               | 8 episódios                              |
| 2019      | Castle Rock                | Valerie                       | 6 episódios                              |
| 2020      | Hollywood                  | Srta. Roswell                 | Episódio: "Hooray for Hollywood"         |
| 2020–2024 | Snowpiercer                | Ruth Wardell / Lilah Anderson | 40 episódios                             |
| 2022      | Physical                   | Luanne                        | Episódio: "Don't You Want to Get Better" |
| 2024      | Feud: Capote vs. The Swans | Pamela Harriman               | Episódio: "Masquerade 1966"              |
| 2024      | The Madness                | Julia Jayne                   | 4 episódios                              |

### Teatro
| Ano  | Título          | Papel       | Notas        |
| ---- | --------------- | ----------- | ------------ |
| 2008 | Rafta, Rafta... | Molly Bhatt | Off-Broadway |
| 2011 | Marie and Bruce | Gloria      | Off-Broadway |
| 2017 | Sweat           | Jessie      | Broadway     |
| 2018 | Othello         | Emilia      | Off-Broadway |